# ひよこボタン
ひよこボタンとは、男性アイドルグループの20th Centuryに所属するイノッチこと井ノ原快彦がNHK総合の『あさイチ』で提案した、電車などの公共の場所で子供が泣いて肩身が狭く感じている母親に「大丈夫だよ」「どんどん泣きなさい」「迷惑じゃないよ」という意思を伝えるためのボタンである。
アプリ開発もされ、Google Playではslake、gaomar、PLANEX COMMUNICATIONS INC.が提供している。App StoreではMELTING POT,LIMITED LIABILITY CO. 、tsutomu satou、Takataki sasaki が提供している。
| サブスタブ | この項目は、まだ閲覧者の調べものの参照としては役立たない、書きかけの項目です。この項目を加筆・訂正などしてくださる協力者を求めています。このテンプレートは分野別のサブスタブテンプレートやスタブテンプレート（Wikipedia:分野別のスタブテンプレート参照）に変更することが望まれています。 |